# Langley, Virginia
Langley, Virginia este o zonă neîncorporată ca localitate, dar practic o suburbie a localității McLean, care face parte din comitatul Fairfax, statul Virginia al Statelor Unite ale Americii. Această zonă este foarte cunoscută, mai ales datorită faptului că aici se află sediul CIA (Center Intelligence Agency).

## Alte articole conexe
- Quantico, Virginia